# Global Citizen Awards
De Global Citizen Awards worden jaarlijks door de Atlantic Council uitgereikt aan personen die uitzonderlijke en onderscheidende bijdragen hebben geleverd aan het versterken van de transatlantische relatie.

## Ontvangers
De ontvangers van de prijzen zijn als volgt:

### 2019
- Sebastian Piñera Echenique - President van Chili
- Brian Grazer - Film- en televisieproducent en filantroop
- Mark Rutte - Premier van Nederland[3]
- will.i.am - Oprichter Black Eyed Peas, oprichter en CEO van I.AM+ en president van i.am.angel Foundation
- Anna Deavere Smith - Actrice, toneelschrijfster, lerares, auteur en Atlantic Councils eerste Artist in Residence

### 2018
- Mauricio Macri - President van Argentinië
- John McCain - Amerikaanse senator
- Erna Solberg - Premier van Noorwegen
- Hamdi Ulukaya - Oprichter, bestuurder en CEO van Chobani en oprichter van Tent Partnership for Refugees

### 2017
- Justin Trudeau - Premier van Canada
- Moon Jae-in - President van Zuid-Korea
- Lang Lang - Wereldberoemd pianist, onderwijzer en filantroop.

### 2016
- Shinzō Abe - Premier van Japan
- Matteo Renzi - Premier van Italië
- Wynton Marsalis - Managing and Artistic Director, Jazz at Lincoln Center

### 2015
- Juan Manuel Santos - President van Colombia
- Mario Draghi - President Europees Centrale Bank
- Yu Long - Artistic Director, China Philharmonic

### 2014
- Shimon Peres - Voormalig President van Israël
- Enrique Peña Nieto - President van Mexico
- Petro Poroshenko - President van Oekraïne
- Lee Kuan Yew - Voormalig Premier van Singapore
- Robert De Niro - Acteur, Regisseur, Filmproducent
- Llewellyn Sanchez-Werner - Piano Virtuoos

### 2013
- Bronisław Komorowski - President van de Republiek Polen
- Koningin Rania Al Abdullah - Hasjemitisch Koninkrijk Jordanië
- Seiji Ozawa - Dirigent

### 2012
- Aung San Suu Kyi - Myanmarese politica, leidster van de beweging voor de mensenrechten en democratie in Myanmar (voorheen Birma) en winnares van de Nobelprijs voor de Vrede van 1991
- Henry Kissinger - Voormalig Amerikaanse Minister van Buitenlandse Zaken
- Sadako Ogata - Voormalig Hoge commissaris voor de Vluchtelingen namens de Verenigde Naties
- Quincy Jones - Producent, Componist, Arrangeur en sociaal activist

### 2011
- Christine Lagarde - Directeur, Internationaal Monetair Fonds (IMF)
- John Kerry - Voormalig Amerikaanse Minister van Buitenlandse Zaken
- Rafik Hariri - Premier van Lebanon (posthumous award)

### 2010
- Klaus Schwab - Oprichter en bestuurder, World Economic Forum